# Derde Zuid-Nieuw-Guinea-expeditie

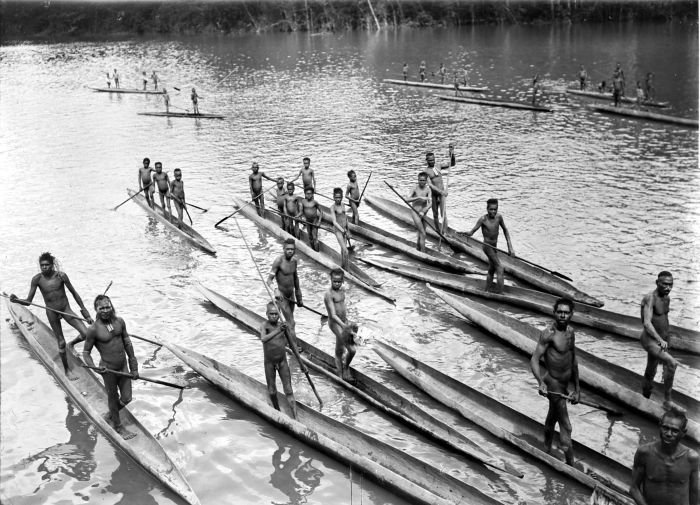
Papoea's in prauwen op de Lorentzrivier tijdens de Derde Zuid-Nieuw-Guinea-expeditie

De Derde Zuid-Nieuw-Guinea-expeditie (1912-1913) was de derde poging in een serie van drie Nederlandse expedities om vanuit de zuidkust de met eeuwige sneeuw bedekte bergtoppen van Centraal Nederlands-Nieuw-Guinea te bereiken. De expeditie was een vervolg op de Tweede Zuid-Nieuw-Guinea-expeditie van 1909-1910 die erin was geslaagd haar doel te bereiken, nadat de Eerste Expeditie van 1907 hierin had gefaald. De expedities werden georganiseerd onder auspiciën van het Indisch Comité voor Wetenschappelijke Onderzoekingen en de Maatschappij ter Bevordering van het Natuurkundig Onderzoek der Nederlandsche Koloniën.

## Doel

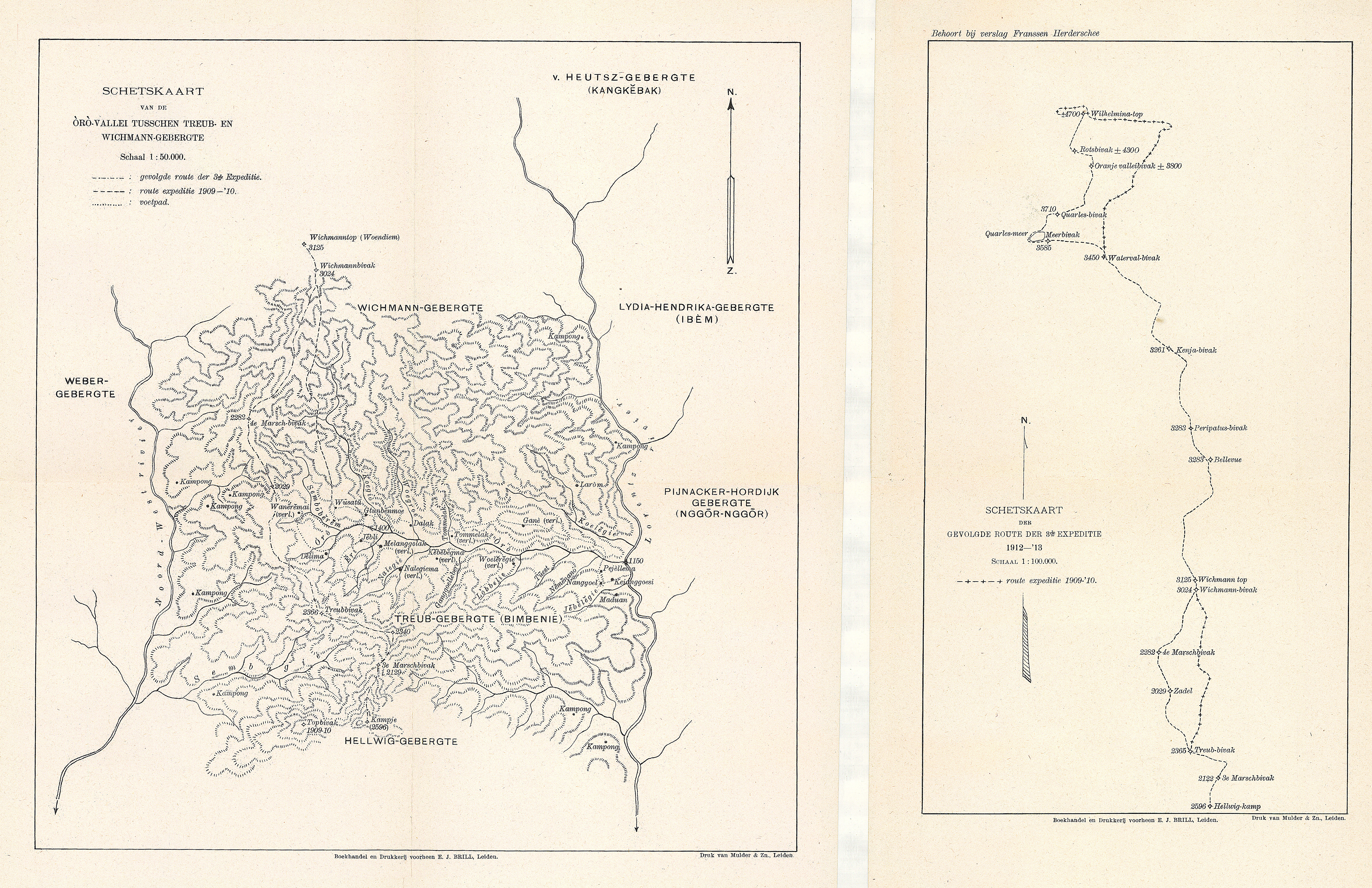
Schetskaart van de route van de expeditie

De derde expeditie ging op weg om, met gebruikmaking van de kennis en ervaringen van de twee voorafgaande expedities, een intensievere studie te maken van de flora en fauna van het gebied, van de geologische compositie van het heuvelland dat overging in het eigenlijke bergland en - een prioriteit nu - van de Pesegem, het bergvolk waarmee men tijdens de eerdere tochten vluchtig contact had gemaakt. Bovendien wilde men pogen het Oranjegebergte te bereiken om te bezien of het mogelijk was de kammen van het Centrale Bergland over te kunnen steken om de Idenburg(-rivier) aan de andere zijde te bereiken.

## Deelnemers
Expeditieleider was A. Franssen Herderschee, een KNIL-officier met een grote expeditie-ervaring; de etnografie en topografie kwamen voor zijn rekening. De arts van de expeditie G.M. Versteeg, die ook aan de eerste expeditie van 1907 had deelgenomen, was verantwoordelijk voor de antropologie en zoölogie, P.F. Hubrecht voor de geologie en meteorologie en A.A. Pulle voor de botanie. Het team werd versterkt door de Molukse arts J. Sitanala en zijn twee medische assistenten. Luitenant L.A. Snell voerde het bevel over 42 soldaten, 150 Dajak en 40 gevangenen die als dragers fungeerden.

## Verloop van de expeditie
Het gezelschap vertrok uit Soerabaja met het stoomschip Edi dat het afgedankte, motorloze marineschip Arend achter zich aan sleepte. Zoals bij de tweede expeditie van 1909-1910 diende de Arend ook nu weer als bivakschip; op deze heenreis was het volgestouwd met alle benodigdheden voor het welslagen van de expeditie. Ook de inheemse deelnemers waren er ondergebracht. 
Via de monding van de in de Arafurazee uitstromende Lorentz - de nieuwe naam van de Noordrivier uit de twee vorige expedities - stoomde men Nieuw-Guinea binnen naar het inmiddels vertrouwde Bivak-eiland, de eerdere pleisterplaats van de eerste en de tweede expeditie, waar de Arend werd afgemeerd. Het oude kamp op het eiland werd opgeknapt en de Dajak velden bomen en hakten kano's voor de verdere tocht. Op 23 september trok men verder, er was onderweg weer een gewapend treffen met Papoea's, maar het meer stroomopwaarts gelegen oude Kamp Alkmaar kon niet meer betrokken worden omdat de rivier zijn loop had verlegd. Het nieuwe Kloofbivak werd opgebouwd. Daar kwamen weer Pesegem op bezoek, een volk waarmee tijdens de tweede expeditie een vriendschappelijk contact was gelegd. Volgens de oude route van zijn voorganger Lorentz trok Herderschee verder met een aantal Dajak, koelies en slechts één militair. In Pesegem-dorpen werd uitgebreid vertoefd en verzameld; er vond tevens een ontmoeting plaats met een groep Morup, die in de ogen van de expeditieleden in niets verschilde van de Pesegem, maar die zichzelf toch als andere mensen beschouwde.
Verder op weg naar de Wilhelminatop (nu Puncak Trikora) zag men van het inmiddels als ondoenlijk beschouwde plan af het centrale bergmassief over te steken naar de Idenburg. Pulle en Snell bleven nu achter in de dorpen van de bergbewoners om uitgebreid etnografisch en antropologisch onderzoek te doen, terwijl Herderschee, Hubrecht en Versteeg met een gevolg van Dajak en lastdragers verder gingen om de top te beklimmen. Nieuwe bivakken werden aangelegd, onder andere Meerbivak op 3585 m. en Rotsbivak op 4300 m. hoogte. Uiteindelijk werd op 21 februari 1913 na moeilijke klimpartijen de Wilhelminatop bedwongen. Ook voor de Dajak die nog nooit sneeuw hadden gezien, was het een feest: ze bekogelden elkaar met sneeuwballen en wilden sneeuw bewaren om het te laten zien aan hun volksgenoten die in lager gelegen bivakken waren achtergebleven. Herderschee en Hubrecht bleven nog een aantal dagen ter plaatse voor het verrichten van observaties en metingen, terwijl Versteeg en de meeste dragers onmiddellijk de terugtocht aanvatten.
Op 14 maart verenigden alle groepen van de verschillende bivakken zich in Kloofbivak en op 11 april waren alle expeditieleden weer terug op Bivak-eiland waar het marinevaartuig Spits met de Arend weer op sleeptouw aan de terugweg begon naar Ambon, waar men op 24 april 1913 arriveerde.

## Wetenschappelijke resultaten
De Derde Zuid-Nieuw-Guinea-expeditie was een succes: de Wilhelminatop was beklommen en het gehele gebied was volledig in kaart gebracht en geologisch onderzocht. De aangelegde verzamelingen bestonden uit meer dan 1000 balgen van vogels, 1400 botanische specimens en een grote hoeveelheid etnografica. Bovendien was er een uitgebreide woordenlijst aangelegd van de taal der Pesegem.
De foto's en de originele fotonegatieven van de expeditie, gemaakt door Herderschee, Versteeg, Pulle en Hubrecht, bevinden zich nu in de historische fotocollectie van het Wereldmuseum in Amsterdam. Ook op de website Het Geheugen van Nederland zijn vele honderden foto's te vinden. Versteeg hield een zeer uitgebreid dagboek van de expeditie bij, in het bezit van het Wereldmuseum Amsterdam. De dagboeken van Versteeg in Nieuw-Guinea zijn in eigen beheer gepubliceerd.